# Benvindo Ceia
Benvindo Ceia (Portalegre, 22 de novembro de 1870 – Lisboa, 6 de dezembro de 1941) foi um pintor português de pintura decorativa.
Estudou pintura na Escola das Academia das Belas Artes de Lisboa, onde foi discípulo de Silva Porto, Simões de Almeida (tio), Veloso Salgado e Francisco Chaves.[carece de fontes?] Fazia parte da direção da Sociedade Nacional de Belas Artes em 1913, quando a sede daquela instituição foi inaugurada. Em 1943, foi homenageado pela Sociedade Nacional de Belas Artes.
Tem trabalhos nos palácios de Queluz e Sintra, Palácio de São Bento,Casa do Algarve, Convento de Mafra,[carece de fontes?] Casa do Alentejo, Theatro Circo em Braga, Teatro de Évora e Teatro Bernardim Ribeiro em Estremoz. Quadros de sua autoria decoraram famosos cafés de Lisboa — Martinho, Chave de Ouro, Chique e Pastelaria Versailles.
Executou trabalhos em igrejas como São João do Lumiar, Vila Franca do Campo (Açores), Ericeira, Penha de França e S. Pedro de Valongo (Porto).
Foi desenhador do Ministério das Obras Públicas e do diário O Século.